# Carlos Buemo
Carlos Buemo (Santa Fe, 12 de febrero de 1996) es un basquetbolista que se desempeña como alero. Actualmente es jugador de Larrañaga de la Liga Uruguaya de Ascenso. 

## Trayectoria

### Clubes
| Club                     | País      | Año         |
| ------------------------ | --------- | ----------- |
| Sionista                 | Argentina | 2013 - 2016 |
| Echagüe                  | Argentina | 2016 - 2018 |
| Hispano Americano        | Argentina | 2018 - 2019 |
| São José Basketball      | Brasil    | 2019        |
| Hispano Americano        | Argentina | 2019 - 2021 |
| Peñarol de Mar del Plata | Argentina | 2021 - 2022 |
| Comunicaciones           | Argentina | 2022 - 2023 |
| Hispano Americano        | Argentina | 2023        |
| Ferro                    | Argentina | 2023        |
| Atenas                   | Argentina | 2024 - 2025 |
| Larrañaga                | Uruguay   | 2025        |

## Selección nacional
Buemo formó parte de los seleccionados juveniles de baloncesto de Argentina, jugando torneos como el Campeonato Sudamericano de Baloncesto Sub-17 de 2013 y el Campeonato FIBA Américas Sub-18 de 2014, además de disputar el Torneo Albert Schweitzer de 2014.
Asimismo integró el equipo que representó a la Argentina en la Universiada de 2017, en la Universiada de 2019 y en la Universiada de 2021, y fue parte del equipo que obtuvo la medalla de plata en los Juegos FISU Américas de 2018.